# Форте, Марсио Винисиус
Марсио Винисиус Форте (итал. Marcio Vinicius Forte; 23 апреля 1977, Лондрина, Бразилия) — итальянский и бразильский игрок в мини-футбол.

## Биография
Бразилец Марсио Форте перебрался в итальянский чемпионат в 2002 году. Два года он выступал за «Лацио», затем столько за «Перуджу». С первым клубом он выиграл кубок Италии по мини-футболу, а со вторым — чемпионат и суперкубок. В составе «Перуджи» бразилец дебютировал в Кубке УЕФА по мини-футболу сезона 2005/06, где итальянский клуб выбыл в первом раунде.
В 2006 году Марсио стал игроком «Монтезильвано», с которым четыре года спустя выиграл ещё один национальный чемпионат. Сезоном позже Форте вновь играл в Кубке УЕФА по мини-футболу, где в качестве капитана привёл итальянцев к первой в истории победе в турнире. Его гол в ворота российского клуба «ВИЗ-Синара» позволил «Монтезильвано» выйти в полуфинал турнира.
Приняв итальянское гражданство, Форте начал выступления за сборную Италии по мини-футболу. Вскоре он выиграл в её составе серебряные медали чемпионата Европы по мини-футболу 2007 года, а годом позже — бронзовые медали чемпионата мира 2008 года.

## Достижения
- Бронзовый призёр чемпионата мира по мини-футболу 2008
- Серебряный призёр чемпионата Европы по мини-футболу 2007
- Обладатель Кубка УЕФА по мини-футболу 2010/11
- Чемпион Италии по мини-футболу (2): 2004/05, 2009/10
- Обладатель Кубка Италии по мини-футболу (2): 2003, 2007
- Обладатель Суперкубка Италии по мини-футболу 2005